# Arkab Prior
Arkab Prior (β1 Sagittarii / β1 Sgr / HD 181454) es una estrella de magnitud aparente +3,96. Junto a Arkab Posterior (β2 Sagittarii) comparte la denominación de Bayer «Beta» en la constelación de Sagitario, aunque son estrellas totalmente independientes. Arkab Prior se encuentra a 378 años luz, prácticamente el triple de distancia que Arkab Posterior.
El término Arkab proviene del árabe Al ʼUrḳūb, traducido como el «tendón de aquiles» del arquero.
Asimismo, el astrónomo persa Zakariya al-Qazwini conocía a esta estrella, junto a Rukbat (α Sagittarii) y Arkab Posterior, como Al Ṣuradain, los dos Surad, pájaros del desierto descritos de distinta manera por diversos autores.
Arkab Prior es una estrella binaria cuyas dos componentes están visualmente separadas 28 segundos de arco.
Arkab Prior A, la más brillante, es una estrella blanco-azulada de la secuencia principal de tipo espectral B9V. Su luminosidad, teniendo en cuenta la radiación emitida en el ultravioleta, es equivalente a 440 soles. Su masa aproximada es de 3,5 masas solares y su radio es 6 veces más grande que el radio solar.
Arkab Prior B es una estrella blanca de la secuencia principal de tipo A3V y magnitud aparente +7,4. Con la mitad de masa que Arkab Prior A, la separación entre las dos estrellas es de al menos 3300 UA —83 veces la distancia entre Plutón y el Sol—, con un período orbital de al menos 82.000 años.